# 溴化亚汞
溴化亚汞是一种无机化合物，化学式为Hg2Br2。它是白色晶体，加热时颜色变黄，在紫外灯下显鲑鱼色。它在声光学设备中有所应用。
亚汞的溴化物可以存在于一种名为kuzminite（Hg2(Br,Cl)2）的矿中。

## 制备
溴化亚汞由溴和汞的化合物反应得到，或者利用溴化钠和硝酸亚汞的反应得到。它可以歧化为汞和溴化汞。

## 结构
亚汞化合物包含直线型的X-Hg-Hg-X单元，Hg2Br2中Hg-Hg键长249 pm为（Hg-Hg金属键为300 pm），Hg-Br键长为271 pm。每个Hg原子居于八面体，四个Br原子距离332 pm。该化合物有时候会写作离子形式Hg2+
22Br−
，但它是一种分子化合物。